# Riccardo Garrone (acteur)
Pour les articles homonymes, voir Riccardo Garrone.
Riccardo Garrone, né le 1er novembre 1926 à Rome et mort le 14 mars 2016 à Milan, est un acteur comique italien.
Il a parfois joué sous les pseudonymes de Richard Garrett, Rick Garrett ou Dick Regan .

## Biographie
- En 1949 il fréquente l’Académie d'art dramatique Silvio D'Amico.
- En 1950 il commence à se produire au théâtre dans la compagnie Gassman-Torrieri-Zareschi.
- De 1987 à 1991 il collabore avec la compagnie de Antonella Steni.
- En 1990 il se produit au Teatro Sistina dans la comédie musicale Aggiungi un posto a tavola.

## Filmographie
Riccardo Garrone a contribué à plus de 120 films comme acteur, deux comme réalisateur et scénariste.

### Comme acteur
- 1949 : Adamo ed Eva : pistolero sudiste

#### Années 1950
- 1952 : Tormento del passato : complice de Bianchi
- 1953 : Deux Nuits avec Cléopâtre (Due notti con Cleopatra) : Venus
  - Panique à Gibraltar (I sette dell'Orsa Maggiore)
- 1954 : La Belle Romaine (La Romana), de Luigi Zampa : Giancarlo
- 1955 : La Rossa
  - Il prezzo della gloria
  - Una sera di maggio
  - L'Affaire Mirella (Addio sogni di gloria)
  - Il bidone de Federico Fellini
  - Le Cheminot ou Le Disque rouge (Il ferroviere) : ami de Marcello
- 1956 : Una voce, una chitarra, un po' di luna
  - Guardia, guardia scelta, brigadiere e maresciallo, de Mauro Bolognini  : Enrico
- 1957 : Le Moment le plus beau (Il momento più bello) : Dr. Benvenuti
  - Beaux mais pauvres (Belle ma povere) : Franco
  - Lazzarella : père de Sandra
  - Le Médecin et le Sorcier (Il medico e lo stregone) : sergent
  - L'Ultima Violenza : Giorgio Carani
  - Pères et fils (Padri e figli) : Carlo Corallo
- 1958 : Venise, la Lune et toi (Venezia, la luna e tu) 
  - Amore e chiacchiere (Salviamo il panorama) : journaliste à la TV
  - Le Don Juan des bas-fonds (Nel blu dipinto di blu) de Piero Tellini
  - Caporale di giornata : lieutenant
  - L'Amico del giaguaro : représentant
  - Le dritte de Mario Amendola  : Lello
- 1959 : Salammbô : Hamilcar
  - Hold-up à la milanaise (L'audace colpo dei soliti ignoti) : le milanais
  - La cento chilometri : athlète Cesare Malabrocca
  - L'Ennemi de ma femme (Il nemico di mia moglie) de Gianni Puccini : Michele
  - Ciao, ciao, bambina

#### Années 1960
- 1960 : Le Capitaine Fracasse : Lampourde
  - L'Agent (Il vigile) : lieutenant de police
  - Sapho, Vénus de Lesbos (Saffo venere di Lesbo) : Hyperbius
  - Madri pericolose : Massimo Saverini
  - La dolce vita : Riccardo, propriétaire de la villa
  - Signori si nasce de Mario Mattoli : Enzo
  - La Fille à la valise (La Ragazza con la valigia) : Romolo
- 1961 : Cacciatori di dote : Manlio
  - Fra' Manisco cerca guai : Don Liborio
  - Ponce Pilate (Ponzio Pilato) : Galba
  - Chasse à la drogue (Caccia all'uomo) : commissaire Nardelli
  - Cinque ore in contanti
  - Laura nuda : Alvise
  - Jour après jour (Giorno per giorno disperatamente)
- 1962 : Les Femmes des autres (La rimpatriata) de Damiano Damiani : Sandrino  
  - Eva : le joueur
  - Le Mercenaire (La Congiura dei dieci) : don Carlos
  - Les Don Juan de la Côte d'Azur (I Dongiovanni della Costa Azzurra) : le protecteur d'Assuntina
  - Héros sans retour (Marcia o crepa) : Paolo
  - Peccati d'estate
- 1963 : Le Succès (Il successo) de Dino Risi et Mauro Morassi : ex-fiancé de Laura
  - La Pupa
  - I terribili sette : journaliste
- 1964 : Due mattacchioni al Moulin Rouge : propriétaire
  - Amore facile : Carlo (segment Una casa rispettabile)
  - Parlons femmes (Se permettete parliamo di donne)
  - La Rolls-Royce jaune (The Yellow Rolls-Royce) : Bomba
  - Il Treno del sabato : Riccardo
- 1965 : I soldi de Gianni Puccini
  - Idoli controluce d'Enzo Battaglia : Atruro Baldi
  - Les Complexés (I complessi) : Alvaro (segment Una giornata decisiva)
  - Le Cimetière des morts-vivants (Cinque tombe per un medium) de Massimo Pupillo (sous le pseudo de Richard Garrett) : Joseph Morgan
  - I Due Pericoli pubblici : le baron
  - Les Deux Sergents du général Custer (I Due Sergenti del generale Custer) de Giorgio Simonelli : spécialiste
- 1966 : Spiaggia libera
  - Le Voyage du père : un voyageur
  - Deguejo (Degueyo) : Foran
- 1966 : Les Espions (I Spy, série télévisée)
  - épisode : Vendetta : Morelli
- 1967 : L'Agent américain (Un dollaro per 7 vigliacchi) : Matteo Cirini
  - La vuole lui... Lo vuole lei : Ferruccio
  - Le Commissaire Maigret à Pigalle
  - Bang Bang Kid
  - Arriva Dorellik : Vladimir Dupont
  - I Ragazzi di Bandiera gialla
  - Le Nez qui siffle (Il Fischio al naso) d'Ugo Tognazzi : Coiffeur
- 1968 : Le tueur aime les bonbons (Un killer per Sua Maestà) : Nicolo
  - Il Ragazzo che sorride : père de Livia
  - Tire si tu veux vivre (Se vuoi vivere... spara!) de Sergio Garrone : Donovan (comme Rick Garrett)
  - Une longue file de croix (Una lunga fila di croci) : M. Fargo
- 1969 : Toh, è morta la nonna! de Mario Monicelli : Galeazzo
  - Pensando a te d'Aldo Grimaldi : père de Livia
  - Django le Bâtard (Django il bastardo) de Sergio Garrone
  - La Mort sonne toujours deux fois (Blonde Köder für den Mörder) de Harald Philipp : Amato Locatelli

#### Années 1970
- 1970 : Il divorzio : Umberto
  - Une jeune fille nommée Julien (La ragazza di nome Giulio) : Carvalli
  - Ici Londres… la colombe ne doit pas voler (La colomba non deve volare) de Sergio Garrone : Ridolfi, le commandant italien
  - Un homme nommé Sledge (A Man Called Sledge)
- 1971 : Grazie zio ci provo anch'io : agent X-15
  - Basta guardarla : Pedicone
  - Bello, onesto, emigrato Australia sposerebbe compaesana illibata : Giuseppe Bartoni
- 1972 : Te Deum
  - Mais qu'est-ce que je viens foutre au milieu de cette révolution ? (Che c'entriamo noi con la rivoluzione?)
  - Les Nouveaux Contes immoraux (Decameroticus) de Giuliano Biagetti
  - La Belle Antonia, d'abord ange puis démon (La bella Antonia, prima monica e poi dimonia) : Giovanni Piccolomini
  - Alléluia défie l'Ouest (Il west ti va stretto amico... È arrivato Alleluja) : Zagaya
  - El Zorro justiciero de Rafael Romero Marchent : Albert Pison
- 1973 : Maria Rosa la guardona
  - Il figlioccio del padrino : Petruzzo
  - Mademoiselle cuisses longues (Giovannona coscialunga disonorata con onore)
  - Rugantino
- 1974 : Il baco da seta
  - Di Tresette ce n'è uno, tutti gli altri son nessuno de Giuliano Carnimeo : Frisco Joe
  - L'Eredità dello zio Buonanima : maître Potenza, notaire
  - Le Baiser d'une morte (Il bacio di una morta) : l'oncle, honorable Lampedusa
  - Scusi si potrebbe evitare il servizio militare?... No!
- 1975 : Émilie, l'enfant des ténèbres (Il Medaglione insanguinato)
- 1976 : Peccatori di provincia
  - La campagnola bella
  - La Grande Débandade (Le Avventure e gli amori di Scaramouche)
  - La sposina
  -  La Flic chez les poulets (La poliziotta fa carriera)
- 1977 : René la Canne : Karl
  - Lâche-moi les jarretelles (La Vergine, il toro e il capricorno) : mari d'Enrica
  - Le Cynique, l'Infâme et le Violent (Il cinico, l'infame, il violento) d'Umberto Lenzi
- 1977 : Il Furto della Gioconda (feuilleton télévisé)

#### Années 1980
- 1980 : La Cicala : Ermete
- 1981 : Ciao nemico : lieutenant Rondi
- 1982 : Ricchi, ricchissimi,... praticamente in mutande : amiral
- 1983 : Vacanze di Natale : Giovanni Covelli
  - Fantozzi subisce ancora : Ragionier Calboni
- 1984 : Amarsi un po'... : prince Cellini
  - Windsurf il vento nelle mani
- 1987 : I Miei Primi quarant'anni

#### Années 1990
- 1990 : Paprika de Tinto Brass : oncle
  - La Favola del principe schiaccianoci
- 1993 : Amico mio (série télévisée) : chef d'hôpital
- 1996 : Un inverno freddo freddo : Avv. Rossi Mannelli
- 1998 : Le Dîner (La Cena) d'Ettore Scola : Diomède
  - Simpatici e antipatici : Fausto
- 1998 : Lui & Lei (série télévisée)
- 1999 : Un prete tra noi (série télévisée) : Giorgio
  - Un medico in famiglia (série télévisée) : Nicola

#### Années 2000
- 2000 : Giornalisti (série télévisée)
- 2000 : Al momento giusto : directeur TG
- 2001 : Ti voglio bene Eugenio : maréchal
- 2005 : "Ricomincio da me" (feuilleton télévisé) : Antonio Federici
- 2006 : E poi c'è Filippo (feuilleton télévisé)

### Comme réalisateur et scénariste
- 1975 : La commessa (it)
- 1976 : La mafia mi fa un baffo (it)

## À noter
- Riccardo Garrone joue Saint Pierre dans les publicités italiennes du café Lavazza, avec Paolo Bonolis et Luca Laurenti.
- Il a été récompensé du Ruban d'argent (Silver Ribbon) du Syndicat national des journalistes cinématographiques italiens (en italien, Sindacato Nazionale Giornalisti Cinematografici Italiani)  (SNGCI) en 1999 pour le meilleur acteur dans un second rôle (Best Supporting Actor) pour le film La Cena (1998) avec tous les protagonistes masculins, à savoir : Antonio Catania, Vittorio Gassman, Giancarlo Giannini, Adalberto Maria Merli, Eros Pagni, Stefano Antonucci, Giorgio Colangeli, Giuseppe Gandini, Valter Lupo, Paolo Merloni, Carlo Molfese, Sergio Nicolai, Corrado Olmi, Mario Patanè, Pier Francesco Poggi, Francesco Siciliano, Giorgio Tirabassi, Venantino Venantini, Andrea Cambi.